# Myspace
Myspace (estilizado como myspace, estilizado antes como MySpace) es un sitio web intercomunicativo formado por perfiles personales de usuarios, los cuales acceden a música, videos, imágenes y blogs compartidos por otros perfiles. Existen incluso redes y grupos de amigos que permiten la interacción social a través de un servicio de mensajería interna. Esta red social, a través de Internet, permite a los usuarios ponerse en contacto con gente de cualquier lugar, conocer diferentes perspectivas de otras culturas y ampliar su campo de intereses.
En sus inicios, la plataforma se alzó como una gran referencia en el ámbito musical. Los artistas lanzaban su música a través de la red social para dar a conocer su talento, alcanzando a una gran cantidad de público. Muchos de los cantantes más escuchados de la música popular actual se dieron a conocer en Myspace, como Adele o Bruno Mars. Más allá de su potencial musical, otras disciplinas artísticas contribuyeron en gran medida a elevar su popularidad: pintores, artistas plásticos o fotógrafos probaron suerte en esta plataforma. En general, contaba con una gran variedad de contenido. 
La app es propiedad de Meredith Corporation. Thomas Anderson, un empresario estadounidense, fue uno de los cofundadores y el asesor estratégico principal de la empresa, junto con Chris DeWolfe, quien además se convertiría en el director ejecutivo.

## Historia
Myspace fue lanzado en agosto de 2003 y su casa matriz se encuentra en Beverly Hills, California. En agosto de 2011, Myspace contaba con 33,1 millones de visitantes en los EE. UU.
De 2005 a 2008, Myspace fue la red social más visitada en el mundo, sin embargo, durante los primeros meses de 2006, en Latinoamérica empezó su declive, en favor de otras redes sociales dedicadas a la fotografía como MetroFLOG y Fotolog, no obstante, la mayoría de los adolescentes del segmento A/B continuaban usando Myspace, en junio de 2006 sobrepasó a Google como el sitio más visitado en la red en los EE. UU. En abril de 2008, Myspace fue sobrepasado por Facebook. Desde entonces, su número de usuarios ha ido declinando en forma constante a pesar de varios rediseños. En septiembre de 2011, Myspace se encontraba en el lugar 91 de tráfico total en la red.
En junio de 2009, Myspace empleaba aproximadamente 1600 trabajadores. Desde entonces la compañía ha sufrido varios cambios y en junio de 2011, Myspace despidió a 500 trabajadores, por lo que quedaron 1100.
En 2009, según cnet.com sitúa a Myspace en el segundo puesto en un ranking de los más visitados. El primer puesto sería para Facebook, el tercer puesto para Twitter, el cuarto para Fluster y el último para Linkedin.
El 29 de junio de 2011, Specific Media declaró que había adquirido MySpace a News Corporation por $35 millones en acciones y dinero en efectivo.
Myspace cambió de propietario el 12 de febrero de 2016 debido a la adquisición de Viant Technology (la empresa matriz de Myspace) con sede en Irvine, California por parte de Time Inc. una empresa editorial dedicada a la publicación de revistas en medios impresos y digitales tales como Time, People, Fortune, Sports Illustrated y Entertainment Weekly entre otros.
El 31 de enero de 2018, Time Inc. fue a su vez adquirida por Meredith Corporation, que pasó a vender una serie de activos de Time Inc, incluyendo (como anunció el 4 de noviembre de 2019) la venta de su participación en Viant, la empresa matriz de Specific Media, de nuevo a Viant Technology Holding Inc.
En mayo de 2016, los datos de casi 360 millones de cuentas de Myspace se ofrecieron en el sitio web del mercado oscuro "Real Deal", que incluía direcciones de correo electrónico, nombres de usuario y contraseñas débilmente cifradas (hashes SHA1 de los 10 primeros caracteres de la contraseña convertidos a minúsculas y almacenados sin una sal criptográfica). Se desconoce la fecha exacta de la violación de datos, pero el análisis de los datos sugiere que se expusieron unos ocho años antes de hacerse públicos, entre mediados de 2008 y principios de 2009.

## Fundador
Thomas "Tom" Anderson (nacido el 8 de noviembre de 1970) es un empresario estadounidense cofundador del sitio web de redes sociales MySpace en 2003 con Chris DeWolfe. Anderson fue anteriormente presidente de MySpace, y es un asesor estratégico para la empresa. Ha llegado a conocerse como la imagen predeterminada de MySpace. A partir de febrero de 2010, el perfil de Tom tiene más de 12 millones de amigos. En 2003, trabajó para eUniverse bajo el amparo de Brad Greenspan, él y unos pocos empleados de otras eUniverse crearon las primeras páginas de MySpace. El cual es actualmente uno de los sitios web de redes sociales más populares en los Estados Unidos (lista constantemente entre los diez primeros en Alexa Top 500 Sitios mundiales, después de su principal competidor, Facebook).
Lo cierto es que solo dos años después de su creación, en julio de 2005, News Corporation adquirió Myspace e Intermix Media por $580 millones. Esto no significó la salida de Tom, sino que siguió como asesor de la página. De 2005 a 2008, Myspace fue la red social más visitada en el mundo.

## Diseño
Myspace cuenta con una interfaz sencilla, que puede ser personalizada por cada uno de los usuarios. No funciona bien en todos los navegadores.

## Contenido de un perfil
Datos del usuario, fotografía, semejante a las redes sociales Facebook y Twitter.

### Emoticonos
Son emoticonos que muestran cual es el estado emocional de la persona en aquel momento. Fue creado en julio de 2007.

### Personalización (HTML)
MySpace permite a los usuarios personalizar sus perfiles a través de códigos HTML (pero no JavaScript) en las áreas "Acerca de Mí", "Quién me Gustaría Conocer" e "Intereses". También se puede incluir Vídeos y contenido en flash.

### Música
Los perfiles de MySpace para cantantes son diferentes de perfiles normales donde los artistas pueden subir seis pistas musicales en formato MP3 las cuales pueden ser agregadas al perfil del Usuario como música de fondo. El usuario que las suba o use como fondo musical en su Perfil debe de tener en cuenta los Derechos de Autor para su uso (ser su propio trabajo, tener permiso, etc.). Los nuevos cantantes o músicos pueden inscribirse para promover y vender su música, que es una práctica bastante popular entre los usuarios de MySpace. Permite a los usuarios exhibir sus canciones. No importa si el artista ya es famoso o no; artistas y aspirantes pueden cargar sus canciones para el MySpace y tener acceso a millones de personas en un día básico. La disponibilidad de la música en este sitio continúa desarrollando en la fundación de jóvenes talentos.
Tras meses de especulaciones, en septiembre de 2008 MySpace logra un acuerdo con las compañías discográficas Sony BMG Music Entertainment, Universal Music Group, Warner Music Group y EMI y lanza su alternativa a los iTunes. El servicio de descarga de música solo está disponible en los Estados Unidos por el momento. Las canciones en formato MP3 se venderán en Amazon.com a partir de 79 centavos de dólar por título. De este modo MySpace Music se convierte en el principal catálogo de música del mundo y un serio competidor para iTunes.

## Declive y actualidad
El declive de Myspace comenzó durante los primeros meses de 2006, principalmente en Latinoamérica, y puede ser explicado a partir de dos factores clave. El primero fue la aparición de otras redes sociales novedosas que conectaron en mayor medida con las necesidades del público, como Facebook, Twitter o Instagram. El segundo fue la gran pérdida masiva de contenido que sufrió la plataforma a partir del año 2015. Al haberse convertido la red en un repositorio de contenido en lugar de una red de contactos, los usuarios se dedicaron a subir su contenido a modo de biblioteca o almacén. Sin embargo, un fallo en los servidores provocó que toda la información se perdiera. Más de 50 millones de canciones y 12 años de contenido se perdieron permanentemente. En abril de 2019, Internet Archive recuperó 490 000 MP3 (1.3 terabytes) «utilizando medios desconocidos por un estudio académico anónimo realizado entre 2008 y 2010». Las canciones, que se cargaron entre 2008 y 2010, se conocen colectivamente como Myspace Dragon Hoard.
Pese a su gran valor histórico por haber llegado a convertirse en una de las principales redes sociales al inicio de estas, en la década de 2000, además de lugar de encuentro e intercambio cultural de una generación, actualmente la importancia de Myspace a nivel global es ínfima. En la plataforma, prácticamente, ya no quedan usuarios, aunque sus datos todavía permanecen en la red. 
En 2020 un programador alemán llamado Anton Röhm creó SpaceHey, una red social que homenajea a MySpace.Para enero de 2024 SpaceHey alcanzó la cantidad de 1,100,000 usuarios registrados.

## Idiomas
La red social se encuentra disponible en 90 idiomas.

## MySpace CD
Debido al éxito de este sitio en México, a inicio de 2007 salió a la venta un CD llamado MySpace México que reúne a los artistas de rock más destacados o con más "reproducciones" de este blog. A su vez se realizó la versión mexicana de MySpace.

## MySpace en América Latina
En febrero de 2007, MySpace anunció que lanzaría una versión hispana para toda Latinoamérica, decisión que se concretaría pocos meses adelante. La base operativa se encuentra en Palermo, Buenos Aires y desde allí se comandan las acciones del negocio para los diversos países de la región. Actualmente la web se encuentra en fase BETA; sin embargo, MySpace Argentina, MySpace Brasil y MySpace México se encuentran actualmente en su versión completa y no de prueba.

## Aplicación móvil
Junto con el rediseño de su sitio web, Myspace también rediseñó por completo su aplicación móvil. La aplicación rediseñada en la App Store de Apple se lanzó en junio de 2013. La aplicación cuenta con una herramienta para que los usuarios creen y editen imágenes gif y las publiquen en su flujo de Myspace. La aplicación también permite a los usuarios retransmitir en directo conciertos. Los nuevos usuarios pueden unirse a Myspace desde la aplicación iniciando sesión con Facebook o Twitter o registrándose por correo electrónico.

## Críticas a Myspace
El servicio de red social Myspace fue uno de los sitios web más populares de la década de 2000. Se ha enfrentado a críticas en diversos frentes, como el rediseño masivo del sitio en 2012, que se produjo después de que la mayoría de los usuarios originales lo hubieran abandonado, el uso indebido de la plataforma para el ciberacoso y el hostigamiento, los riesgos para la privacidad de los usuarios y las importantes pérdidas de datos.

### Accesibilidad y fiabilidad
Debido a que la mayoría de las páginas de Myspace están diseñadas por personas con poca experiencia en HTML, una gran proporción de las páginas no satisfacen los criterios de HTML o CSS válido establecidos por el W3C. El código mal formateado puede causar problemas de accesibilidad a quienes utilizan programas como lectores de pantalla. La página de inicio de Myspace, a fecha de 20 de mayo de 2009, no superaba la validación HTML con alrededor de 101 errores (el número cambia en validaciones secuenciales de la página de inicio debido al contenido dinámico), utilizando el validador del W3C.

### Pérdida de datos
El sitio web ha sufrido tres grandes pérdidas de datos: la eliminación de los seguidores de los usuarios a principios de 2013, la eliminación sin previo aviso de los blogs y mensajes privados y vídeos de los usuarios en junio de 2013, y la pérdida de toda la música subida antes de 2016, que se produjo a finales de 2017 o principios de 2018 y de la que se informó ampliamente en marzo de 2019. Se perdieron más de cincuenta millones de pistas musicales. Después de que los usuarios comenzaran a informar de que la música no se podía reproducir, los desarrolladores de MySpace informaron inicialmente de que habían intentado reparar el problema, pero más tarde reconocieron que no era posible. Se especuló con que los datos se borraron deliberadamente por motivos económicos y se hicieron pasar por accidentales.

### Seguridad
En octubre de 2005, un fallo en el diseño del sitio de MySpace fue aprovechado por "Samy" para crear el primer gusano XSS (cross-site scripting) de propagación automática. MSNBC ha informado de que "los sitios de redes sociales como Myspace se están convirtiendo en focos de spyware" y "las tasas de infección están aumentando, en parte gracias a la creciente popularidad de sitios de redes sociales como MySpace.com" Además de esto, la personalización de las páginas de usuario permite actualmente la inyección de cierto HTML que puede ser crafteado para formar un perfil de usuario phishing, manteniendo así el dominio Myspace.com como dirección. Más recientemente[¿cuándo?], ha habido spam en boletines que ha sido el resultado de phishing. Los usuarios encuentran su página de inicio de Myspace con boletines que no han publicado, dándose cuenta más tarde de que habían sido víctimas de phishing. El boletín consiste en un anuncio que proporciona un enlace a una pantalla de inicio de sesión falsa, engañando a la gente para que escriba su correo electrónico y contraseña de Myspace.

### Ajustes de privacidad
MySpace ha aceptado someterse a revisiones periódicas de privacidad durante los próximos 20 años debido a que "tergiversó" la protección de los usuarios del sitio y su información personal. La Comisión Federal de Comercio de EE. UU. quiere asegurarse de que los sitios protegen realmente a sus usuarios y cumplen las normas establecidas. En un principio, MySpace prometió no compartir "información identificable de los usuarios, ni utilizar dicha información de forma incompatible con el propósito para el que fue enviada, sin avisar previamente a los usuarios y recibir su permiso" A pesar de estas promesas, MySpace proporcionó a los anunciantes información personal de los usuarios actuales, incluyendo: edad, sexo, foto de perfil y nombre de usuario. En consecuencia, los anunciantes podían localizar el perfil de MySpace de un usuario a partir del ID de amigo para acceder a información personal de su perfil, como el nombre completo del usuario. Esto se volvió cada vez más peligroso para los usuarios y su seguridad porque filtraba información privada al público.

### Problemas con las fiestas en Myspace
Myspace se utiliza a menudo para publicitar fiestas, a veces con conocimiento del anfitrión y a veces sin él. Se han producido algunos incidentes muy sonados en los que las fiestas de Myspace han causado daños materiales por valor de miles de dólares, e incluso (al menos en un caso) la pérdida de vidas humanas.
- Una fiesta organizada por Corey Worthington, un chico de dieciséis años de Narre Warren, en Melbourne (Australia), y anunciada en MySpace, atrajo a 500 personas. Los coches de policía fueron atacados, y se llamó al escuadrón canino y a un helicóptero. El incidente recibió cobertura internacional y se cree que fue la inspiración de la película Proyecto X. (Posteriormente, Worthington encontró trabajo como promotor de fiestas y apareció en la versión australiana de Gran Hermano de la cadena Ten Network).[31] Asher Moses, redactor de tecnología en Internet del Sydney Morning Herald, ha señalado que las fiestas en MySpace/Facebook son especialmente propensas a colarse porque las noticias de los eventos pueden llegar a invitados no deseados a través de "newsfeeds". Sospecha que algunos anfitriones de fiestas no son conscientes del número real de personas que reciben el mensaje.[32][33]
- En abril de 2007, una joven británica de diecisiete años organizó una fiesta tras distribuir información sobre ella en Myspace con el subtítulo "Let's trash the average family-sized house disco party". Sus padres tuvieron que pagar a la policía una factura de aproximadamente 24.000 libras (48.000 dólares).[32][34]
- Allen Joplin, un estudiante de secundaria estadounidense de diecisiete años de Seattle, fue asesinado a tiros en una fiesta que se había publicitado a través de Myspace.[32][35]

### Seguridad infantil
La edad mínima para registrar una cuenta en Myspace es de 13 años, pero en algún momento fue de 14 y algunos siguen pensando que es de 14. Los perfiles con edades entre 13 y 15 años son automáticamente privados. Los usuarios cuya edad esté fijada en 16 años o más tienen la opción de configurar su perfil para que sea público. Acceder al perfil completo o enviar un mensaje a alguien cuando su cuenta está configurada como "privada" (o si es menor de dieciséis años) está restringido a los amigos directos de un usuario de Myspace.
Myspace elimina los perfiles falsos si la víctima verifica su identidad y señala el perfil por correo electrónico. En julio de 2007, la empresa encontró y eliminó 29.000 perfiles pertenecientes a delincuentes sexuales registrados.

### Aspectos sociales y culturales
Dave Itzkoff, en el número de junio de 2006 de la revista Playboy, relató sus experiencias de experimentación como miembro de Myspace. Entre sus críticas, una se refiere a la distancia que permite Internet y que envalentona a los miembros, como las mujeres que se fotografían con poca ropa en sus páginas de perfil o se comportan de un modo que no harían en persona, e indicó que esta duplicidad socava el diseño central de MySpace, a saber, unir a la gente. Itzkoff también se refirió a la naturaleza adictiva y consumidora de tiempo del sitio, mencionando que la Playboy Playmate y miembro de Myspace Julie McCullough, que fue la primera en responder a su solicitud de añadir un amigo, se refirió al sitio como "cibercrack". Itzkoff argumentó que Myspace da acceso a muchas personas a la vida de un miembro, sin darle el tiempo necesario para mantener dichas relaciones y que éstas no poseen la profundidad de las relaciones en persona.

### Controversia sobre la historia de la empresa
Tras la venta de Myspace a News Corp, Brad Greenspan (antiguo consejero delegado, fundador y accionista de Intermix Media, la empresa matriz que poseía y lanzó MySpace.com) impugnó la venta de la empresa a News Corp. Greenspan afirmó que el nuevo consejero delegado de Intermix Media, Richard Rosenblatt, y otros miembros del consejo engañaron a los accionistas al vender la empresa por menos de lo que realmente valía. Valleywag, un blog de cotilleos que informó sobre las acusaciones, también afirmó que el fundador y rostro público de MySpace, Tom Anderson, era un invento de relaciones públicas. Más tarde Newsweek confirmó que la edad de Anderson en el sitio se había rebajado para "atraer" a usuarios más jóvenes.

### Censura
El grupo activista MoveOn.org ha criticado a MySpace, alegando que el sitio web practica la censura al no mostrar anuncios contrarios a los medios de comunicación, eliminar perfiles falsos de altos ejecutivos de medios de comunicación como Rupert Murdoch, e intentar obligar a los usuarios a no utilizar ciertas aplicaciones Flash de terceros en sus perfiles.

### Discriminación religiosa y política
A lo largo de 2007 y 2008, se acusó a Myspace de eliminar el "Grupo de ateos y agnósticos" en al menos dos ocasiones, de eliminar un grupo a favor del aborto, así como de prohibir la entrada a usuarios individuales de Myspace. La controversia surgió de la creencia de que los grupos y los usuarios no habían violado los Términos de Servicio del sitio, y que habían sido prohibidos únicamente debido a las quejas de un grupo más pequeño de usuarios religiosos conservadores que se sentían ofendidos por la presencia de los grupos y miembros en Myspace.

### Bloqueo
Escuelas, bibliotecas públicas y empresas de Estados Unidos, Reino Unido, Francia, Finlandia, Suecia, Alemania, Rusia, Australia y Malasia han restringido el acceso a Myspace por considerarlo "un refugio de cotilleos y comentarios malintencionados".
Una escuela católica de Nueva Jersey ha prohibido a sus alumnos utilizar Myspace en casa, una medida tomada para proteger a los estudiantes de los depredadores en línea, según afirma la escuela, aunque los expertos cuestionan la legalidad de tal prohibición y si es constitucional. En otoño de 2005, el instituto Pope John XXIII Regional High School de Sparta Township (Nueva Jersey) saltó a los titulares al prohibir a sus alumnos tener páginas en Myspace o sitios web similares (como Gaia) bajo amenaza de suspensión o expulsión.

### Derechos de los músicos y condiciones de uso de Myspace
Hasta junio de 2006, existía una preocupación entre los músicos, artistas y grupos de Myspace, como el compositor Billy Bragg, debido a la letra pequeña del acuerdo de usuario que decía: "Por la presente, usted concede a MySpace.com una licencia mundial no exclusiva, totalmente pagada y libre de derechos de autor (con derecho a sublicenciar a través de niveles ilimitados de sublicenciatarios) para utilizar, copiar, modificar, adaptar, traducir, ejecutar públicamente, mostrar públicamente, almacenar, reproducir, transmitir y distribuir dicho Contenido en y a través de los Servicios."
La letra pequeña suscitó especial preocupación, ya que el acuerdo se había firmado con News Corporation, de Murdoch. Billy Bragg llamó la atención de los medios sobre el asunto durante la primera semana de junio de 2006[61] Jeff Berman, portavoz de Myspace, respondió rápidamente diciendo: "Dado que la jerga legal ha causado cierta confusión, estamos trabajando en su revisión para dejar muy claro que Myspace no busca una licencia para hacer nada con el trabajo de un artista más allá de permitir que se comparta de la manera que el artista pretende".
Para el 27 de junio de 2006, Myspace había modificado el acuerdo de usuario con: "MySpace.com no reclama ningún derecho de propiedad sobre el texto, archivos, imágenes, fotos, vídeo, sonidos, obras musicales, obras de autoría o cualquier otro material (colectivamente, 'Contenido') que usted publique en los Servicios Myspace. Después de publicar su Contenido en los Servicios Myspace, usted seguirá conservando todos los derechos de propiedad sobre dicho Contenido, y seguirá teniendo derecho a utilizar su Contenido de la forma que desee."